# Реверзна јонофореза у глукометрији
Реверзна јонофореза у глукометрији минимално је инвазивна метода за одређивање нивоа глукозе у телу испитаника. Код ове методе глукоза се може екстраховати кроз нетакнуту кожу електро-осмотским протоком (процес који се назива „реверзна јонофореза“) уз примену електричне струје ниског нивоа. За ову намену користи се уређај у облику сата који мери ниво глукозе у поткожном ткиву сваких 10 минута токо 12 часова. Због могућег одступања потребно га је апарат баждарити са вредностима добијеним из капиларног узорка крви. 
Због већег броја недостатака овај начин мерења глукозе у последње време се не примењује, већ се користе нове поузданије методе неинвазивних мерења глукозе.

## Предуслови
Шећерна болест је хронична болест из групе метаболичких поремећаја, која се јавља када панкреас престане да лучи инсулин, или тело није у стању да га ефикасно користи. У овом случају долази до повећања шећера у крви, односно хипергликемије, што може изазвати низ компликација опасних по живот.
Према подацима Светске здравствене организације, процењује се да ће број оболелих од шећерне болест достићи 643 милиона до 2030. године. Осим тога, велики број људи не зна да болује од ове болести или им није постављена тачна дијагноза, због недовољно развијеног здравственог система.
Познато је да особе које болују од шећерне болести треба да проверавају ниво шећера у крви више пута у току дана. За та мерења они најчешће користе специјалне апарате који из периферне крви, убодом у прст на руци могу одредити ниво шећера. Ове (конвенционалне) методе одређивања глукозе у крви су инвазивне и скупе. Последњих година, са глобалним порастом шећерне болести, све већи број субјеката пати од болова и инфекција узрокованих инвазивном природом комерцијалних мерача глукозе. Истраживања и иновације у различитим областима науке настоје пронаћи алтернативне неинвазивне или мање инвазивне методе праћења глукозе које би могле да донесу олакшање у праћењу нивоа шећера великом броју пацијената. Да је примена неинвазивних метода постала веома актуелна област проучавања то се може уочити и кроз пораст броја патентне документације из ове области.
Првих деценија 21. века у току је развој система за континуирано праћење глукозе  који су минимално и/или неинвазивни и прецизно мере нивое глукозе у крви. Конвенционална метода убодом у прста, иако тачна, није изводљива за употребу више пута дневно, јер је болна и тест траке су скупе. Иако су минимално инвазивни и неинвазивни уређаји за континуирано праћење глукозе уведени на тржиште, они су скупи и захтевају калибрацију убодом прста. Како је тренд шећерне болести висок у земљама са ниским и средњим приходима, велики је значај примене исплативих и једноставних  минимално инвазивних и неинвазивни уређај за праћење глукозе, кроз развој технологија заснованих на оптичким, трансдермалним и ензимским методама.
Једна од тих метода је реверзна јонофореза у глукометрији-или минимално инвазивна метода за одређивање новоа глукозе у телу испитаника.

## Основни појмови

### Ендоосмоза
Ендоосмоза  подразумева две различите течности одвојене једна од друге порозном опном (мембраном) мешају се (дифундују) кроз мембрану, али једна течност пролази више него друга, тако да настаје повећање супстанце на једној страни, а смањење на другој страни).  

### Биосензор
Биосензор је уређај који има уграђену биолошки активну компоненту у блиском контакт са физичко-хемијским претварачем и процесором електронског сигнала. Сваки биосензор се састоји од претварача који претвара уочену промену (физичку или хемијску) у мерени сигнал и препознавајућег агенса који омогућава мерење само оне врсте која  је истраживачима од интереса а која се налази у смеши са другим врстама.

### Ензими
Ензими су најчешће коришћене биолошке компоненте. Мане су им што губе активност после краћег временског периода. 

## Метода
Реверзном јонофорезом одашиљу се електрони слабе струје између две електроде на кожи. Јони везани за аноду и катоду преносе воду и глукозу из интерстицијума на кожу помоћу ендоосмозе. Док хидрогел на позадини сензора апсорбује течност са глукозом и мери концентрацију глукозе биосензорном технологијом. Потом се измерени напон претвара у нумеричке вредности глукозе.

## Апарат за реверзну јонофорезе
Поступком реверзне јонтофорезе из малог апарата у облику сата на руци емитују се електрони слабе струје испод коже која резултује гибање глукозних електрона према катоди. На полеђини апарата налази се ензимска гел-електрода која је прилепљена на кожу и региструје напон који се претвара у нумеричке вредности глукозе. 
Апарат у облику сата служи за 12-часовно мерење глукозе у поткожном ткиву на сваких 10 минута. Просечно се за ово време измери 70 вредности глукозе, а за ново мерење потребно је само променити сензор електроду.

## Добре стране
Реверзна јонофореза у глукометрији показала је добре стране код хипогликемије јер аутоматска природа читања биографа и звук аларма, омогућава ефикасније откривање хипогликемије пре него што се то открије тренутном медицинском праксом.

## Недостаци
Недостаци реверзна јонофореза у глукометрији јесу:
- велика осетљивост уређаја на промену телесне и спољашње температуре,
- нагли покрети руке утичу на мерење,
- изостанак мерења при појачаном знојењу коже
- уређај се сам искључује због учесталих погрешака у мерењу,
- иритација коже уз еритем и сврбеж,

Како је длакавост на месту апликације препрека је за поуздано ишчитавање резултата, пре употребе апарата потребно је длаке одстранити. 